# Фон Уильямс, Оуайн
Оуайн Фон Уильямс (валл. Owain Fôn Williams; род. 17 марта 1987, Пенигрос, Гуинет) — валлийский футболист, вратарь. Выступал в сборной Уэльса. В настоящее время тренер вратарей в клубе «Флитвуд Таун».

## Клубная карьера
Воспитанник футбольной школы клуба «Кру Александра». Летом 2006 года подписал с командой профессиональный двухлетний контракт, однако не сыграл ни в одном матче, проиграв конкуренцию Бену Уильямсу и в июле 2008 года покинул клуб на правах свободного агента.
8 июля 2008 подписал контракт с клубом первой лиги «Стокпорт Каунти» и сыграл за клуб из Стокпорта следующие два сезона своей игровой карьеры, будучи основным вратарём, однако по итогам сезона 2009/10 клуб занял 24 место и вылетел в вторую лигу. После этого Оуайн уступил место в воротах новичку Мэтту Гленнону и 28 октября 2010 Фон Уильямс был отдан в аренду в другой клуб второй лиги «Бери», где должен был заменить травмированного Кэмерона Бельфорда и сыграл до конца года в 8 матчах во всех турнирах, после чего вернулся в «Стокпорт Каунти».
20 января 2011 Оуайн присоединился к клубу «Рочдейл», подписав контракт до конца сезона и сыграл за это время в 22 матчах чемпионата, после чего в конце сезона 2010/11 покинул команду.
1 июля 2011 заключил двухлетний контракт с клубом первой лиги «Транмир Роверс», где сразу стал основным вратарём. По итогам сезона 2013/14 его клуб вылетел во вторую лигу, однако Фон Уильямс остался в команде. Лишь после того как в мае 2015 года «Транмир Роверс» занял 24 место и вылетел в Национальную Конференцию, Оуайн покинул клуб, сыграв всего за него 184 игры во всех турнирах.
16 июля 2015 стал игроком шотландского клуба «Инвернесс Каледониан Тисл» и в тот же день дебютировал в его составе в матче Лиги Европы против румынской «Астры» (0:1). Сыграл за команду из Инвернесса 69 матчей в Премьершипе и 2 матча в Чемпионшипе.
1 февраля 2018 года был взят в аренду клубом USL «Инди Илевен» на сезон 2018. Во втором дивизионе США дебютировал 24 марта в матче против «Ричмонд Кикерс», сохранив свои ворота сухими (1:0).
После истечения контракта с «Инвернессом» в июне 2019 года присоединился к клубу «Гамильтон Академикал».
В январе 2020 года Фон Уильямс был отдан в аренду в «Данфермлин Атлетик», сыграв в 6 матчах до того, как сезон был остановлен из-за пандемии COVID-19. 3 августа 2020 года он подписал двухлетний контракт с «Атлетик» на постоянной основе.

## Карьера за сборную
Единственное выступление за национальную сборную Уэльса состоялось 13 ноября 2015 года в товарищеском матче против Нидерландов. Тогда Фон Уильямс заменил на 74 минуте Уэйна Хеннесси и пропустил победный гол в исполнении Арьена Роббена. В качестве резервного вратаря был взят на Чемпионат Европы 2016 во Франции.

## Карьера тренера
15 апреля 2022 года был назначен тренером вратарей американского клуба «Нортерн Колорадо Хейлсторм».